# 佩雷赫諾伊夫卡河
佩雷赫諾伊夫卡河（羅馬化：Perehnoivka）是烏克蘭的河流，位於該國西部利沃夫州，由佐洛喬夫區負責管轄，屬於波爾特瓦河的支流，河道全長22公里，流域面積270平方公里。